# Peters Cartridge Company
A Peters Cartridge Company era uma empresa em Kings Mills, Ohio, especializada na produção de pólvora e munição. Seus edifícios históricos, construídos em 1916 no número 1.415 da Grandin Road, foram adicionados ao Registro Nacional de Lugares Históricos em 10 de outubro de 1985.

## Histórico
Joseph Warren King comprou a fábrica de pólvora Austin & Carleton às margens do rio Little Miami em 1855 e a expandiu como a Miami Powder Company, incluindo a cidade de Goes Station, Ohio. King vendeu a Miami Powder Company em 1877 para construir a Great Western Powder Works com a cidade de Kings Mills, em uma localidade com hidrelétrica mais favorável a jusante da Estação Goes. Uma represa de madeira desviava a água para um canal de energia através do desfiladeiro, em um vale estreito entre íngremes colinas adjacentes.
As instalações de fabricação foram dispersas ao longo do canal de energia de 3,2 km para minimizar os danos durante explosões pouco frequentes. O genro de King, Gershom Moore Peters, começou a trabalhar na fábrica de pólvora em 1881 e tornou-se presidente da empresa de quando King morreu em 1885. Peters fundou então a Peters Cartridge Company em Kings Mills em 1887. O maquinário produzia quatro mil cartuchos por hora em 1889.
Em 15 de julho de 1890, uma colisão de vagões carregados sendo desviados para a fábrica de pólvora provocou uma explosão que matou doze pessoas e iniciou incêndios que destruíam a estação ferroviária, o depósito, dois edifícios de escritórios da Peters Cartridge Company, a fábrica de projéteis, a fábrica de carregamento de cartuchos um grande armazém e seis residências para funcionários. As estruturas de madeira foram reconstruídas no lado oposto do rio, a partir da antiga fábrica de pólvora que incluía uma grande torre de tiro concluída em 1895. As últimas estruturas de de madeira foram a oficina de máquinas R-3 e a de espoletamento de cartuchos de excopeta R-21, construído em 1907. Com a aproximação da Primeira Guerra Mundial, a empresa recebeu grandes encomendas de munição do Império Russo e do Reino Unido da Grã-Bretanha e Irlanda. O edifício de fabricação de balas R-6 foi construído de tijolos; e dinheiro de contratos de guerra foi usado para substituir a maioria dos prédios antigos de madeira por estruturas de tijolo e concreto armado, incluindo o edifício principal R-1 em 1916, a casa de força R-17 em 1917, o edifício de carga de cartuchos metálicos R-2 em 1918, montagem de espolea R-9 e o campo de tiro interno R-23, além de laboratório de balística em 1919. Uma torre mais alta de tijolos pintada com um grande "P" tornou-se um marco local.
A Remington Arms comprou a Peters Cartridge Company em 1934. As instalações foram ampliadas durante a Segunda Guerra Mundial para incluir a empresa estatal Kings Mills Ordnance Plant fabricando munição militar em uma colina adjacente ao sul do complexo fabril de Peters. A produção de munição militar terminou em março de 1944, e a Remington vendeu a fábrica de Kings Mills para a Columbia Records. A Columbia fabricou discos de vinil de 78 rpm em Kings Mills até 1949. Quando os discos de 45 rpm se tornaram mais populares, os edifícios foram posteriormente alugados aos destiladores Seagram como espaço de armazém até 1968. O edifício R-1 e a torre de tijolos sobreviveram até o século XXI. O local foi inserido como Lista de Prioridades Nacionais do Superfundo pela Agência de Proteção Ambiental em abril de 2012 devido à contaminação do solo por cobre, chumbo e mercúrio.